# 大學法改革促進會
大學法改革促進會，簡稱大革會，是臺灣第一個跨校學生運動聯合組織，由臺灣11所大學的學運組織於1987年7月18日成立，主要訴求是推動修正《大學法》，促進校園民主化。:141大革會透過舉辦座談會、發傳單與發起校園街頭抗議，向政府、社會與學校表達訴求，象徵臺灣學生運動由地下轉進地面。不過，由於成員理念分歧，大革會最終於1988年2月28日解散，並改組為「民主學生聯盟」。:38-39

## 背景
1970年代，在臺灣民主化浪潮影響下，臺灣社會運動蓬勃發展；黨外運動隨著美麗島事件受難家屬參選獲勝，取得重大突破，人們也開始針對各種議題展開自力救濟，對保守的大學校園卻影響有限。在中國國民黨政權的威權統治下，學生的自由權受到限制，沒有集會、結社、言論等自由，任何學生活動都必須獲得校方許可才能舉辦；學生一旦違規，就會受到懲戒，沒有申訴及答辯管道。除此之外，國民黨也透過青工會、救國團等系統滲透校園，透過各種制度性措施的賞與罰，將學生的校園生活納入管理，建立穩定、保守、難以表達異議的校園秩序。:2-5
到了1980年代，國民黨政權開始放鬆社會控制，較少以《刑法》叛亂罪起訴異議份子，為社會運動留下空間。此時的大學生從黨外運動、閱讀台灣鄉土文學論戰相關作品及地下讀書會中，分別培養民主、本土與社會主義意識，開始批判現存秩序，是臺灣學生運動的「醞釀期」。:9隨著臺灣政治、社會日趨自由，學生反抗當局的危險性降低，1980年代中葉，臺灣各個大學開始出現校園抗爭行動，倡議廢除學生刊物審稿制度、成立學生自治組織、學生集會結社不必經過許可、軍訓教官退出校園、保障學術自由等訴求。:61
為了進一步推展學生運動，各校的學生運動組織開始合作舉辦座談會、生活營等活動，促進校際交流，整合各校單打獨鬥的學生運動勢力，並為各校抗爭行動提供支援。:611987年7月6日至8日，各校學運組織在高雄縣大寮鄉（今高雄市大寮區）舉辦「南方生活營」，決定成立聯盟組織；:44:87同年7月18日，臺灣11所學校的12個學生運動組織共同組成大學法改革促進會，是臺灣第一個大規模、自發性的學生聯盟。:119

## 組織
大學法改革促進會是學生組織聯盟，成員都是學生組織，沒有個人會員；在12個創會團體之外，尚有國立成功大學經緯社（化名啟蒙社）在1987年8月入會，而東海大學吹浪之鯨社則在同年9月入會，解散時共14個團體會員。:141之所以僅收團體會員，是因為創會時的12個學生組織個別成員人數都僅有1至2人，為了擴大組織規模，大革會才要求各校大學生必須先加入學生組織，才能以組織的名義加入大革會。:141這個策略在當時曾引起爭議，被批評為不民主；從結果來說，各校學生組織有些也未擴張成功，沒有達到效果。:137
在組織上，大革會架構相當龐大。「社團代表大會」作為形式上的最高權力機構，由各團體推派2名代表及11名執行委員組成；「主席團」是大革會的運作核心，由社團代表互推5名產生，負責日常會務、提名幹部、召開大會等；主席團提名11人組成「執行委員會」，下設「工作小組」，「工作小組」再分為「大學法設計小組」、「財務小組」、「文宣小組」及「活動小組」，由11名執行委員分工運作，並推派1名總幹事及2名副總幹事統籌執行。大革會在臺北市和平東路設有辦公室，出版《大學報》作為刊物，主要是報導各校學生運動的新聞；雖有助於學運內部資訊流通，卻僅出版一期，便隨著大革會本身一同解散、停刊。:138-140

## 理念與行動
大學法改革促進會成立時，宣布該會的主要目標為：:119-120
一、推動大學法改革，使過去一年校園民主運動的努力和成績獲得制度性的保障。
二、由大學法的改革帶動大學整體的改革，再透過大學的改革帶動台灣教育體制的全盤檢討與翻修。
三、以大學社區之主體與權利完整之公民的身份，主動介入大學法修法的歷程，鞏固、強化學生的民主力量，使學生能成為一股自主而獨立的社會力。
簡言之，大革會的成立目標是藉由修正《大學法》，將「校園民主化」寫進法律條文，使學生的自由權受到保護。:93在實際的行動上，大革會主要是以舉辦座談會、發傳單與發起校園街頭抗議等作為主要手段。1987年9月13日，大革會發表學生反歧視宣言，抗議大學校園仍未解嚴，大學生被當成「次等公民」看待，主張各大學校方應歸還學生的基本公民權，讓學生參與校務運作。:94同年9月25日，中華民國教育部的大學法諮詢小組在國立臺灣大學舉辦巡迴座談，大革會聯合其它學生社團一同靜坐抗議；同日還前往臺北醫學院聲援該校學生的靜坐行動。:94同年10月17日，大革會前往國立成功大學聲援成大西格瑪社，抗議成大校方箝制學生言論。:94除此之外，大革會也曾聲援臺灣原住民族運動，到嘉義市參加原住民族運動者發起的「公義之旅」行動，抗議吳鳳神話。:148:88-89
作為臺灣第一個跨校學生運動組織，大革會的成立與行動受到政府與媒體矚目。在其成立後第4日（1987年7月22日）便有人向媒體洩露大革會成立的消息，使大革會一時之間成為輿論焦點。:87-88中華民國總統兼國民黨黨主席的蔣經國隨即在國民黨中常會中指示儘速研議修正《大學法》，教育部也在1987年8月組成6人的「大學法諮詢小組」，開始研擬修訂《大學法》，並於各校舉辦巡迴座談，徵詢教授與學生的意見。:39立法委員林時機也在同年11月舉辦5場聽證會，並於1988年12月27日與其他32位國民黨、民進黨籍立法委員共同提案修正《大學法》，將大革會的訴求納入草案。:39由此可見，「修正《大學法》」這一議題，在當時已不只是單純的學生抗爭行動，更關乎整個臺灣教育體制的改革。:120

## 解散
大學法改革促進會雖是臺灣第一個跨校學生運動組織聯盟，卻因諸多因素，於1987年11月起陷入停頓。原因有四：第一，大革會成員散居各地，在自身學業與校園運動外，還要負擔大革會的組織工作，難以負荷；第二，在國民黨政權表態支持修正《大學法》後，大革會在修法問題上便轉為被動，對內、對外都缺乏話語權；第三，各校學運組織仍處於草創期，無力處理「修正《大學法》」這種層次的議題；第四，臺灣學生運動受政治、社會環境影響，比起爭取校園民主化，更重視社會實踐，開始參與農民、勞工、環保，甚至國會改革等運動。可以說，大革會雖是臺灣學生運動整合的產物，最後還是因各自理念、路線分歧而解散。:151-154
1988年2月28日，大革會召開最後一次社團代表大會，決議解散；原大革會成員並於同日開始籌備成立「民主學生聯盟」，卻因故始終沒有正式成立。:155儘管運作時間不到一年，成果也很有限，但作為臺灣歷史上第一個跨校學生運動組織，大革會象徵臺灣學生運動由地下轉進地面，向社會大眾清楚地表達學生運動的理念與訴求，在臺灣社會運動史上仍有其歷史意義。:193